# Absolute Music 20
Absolute Music 20 er en kompilation i serien Absolute Music udgivet den 29. april 1999.

## Spor
1. Britney Spears – "Baby One More Time"
2. Me & My – "Let The Love Go On"
3. Cher – "Strong Enough"
4. DJ Sakin & Friends – "Protect Your Mind (Braveheart)"
5. Blå Øjne – "Romeo"
6. Freya – "Yellow Ladybird"
7. Infernal feat. Xenia – "Your Crown"
8. Robbie Williams – "Strong"
9. Roxette – "Wish I Could Fly"
10. Zoom – "Words"
11. Jessica Folker – "How Will I Know (Who You Are)"
12. Lynden David Hall – "Sexy Cinderella"
13. Spice Girls – "Goodbye"
14. Armand Van Helden feat. Duane Harden – "You Don't Know Me"
15. Natural Born Hippies – "Lola"
16. Jay-Z – "Hard Knock Life (Ghetto Anthem)"
17. Emilia – "Big Big World"
18. Blur – "Tender"